# 博士候補

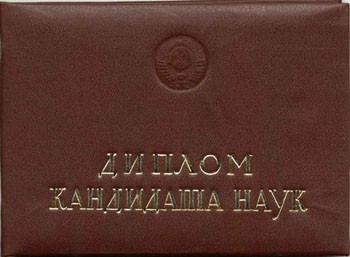
博士候補証書カバー（ソビエト時代のもの）

博士候補（はくしこうほ、はかせこうほ、ロシア語: кандида́т нау́к, ラテン文字転写: kandidat nauk 日本語音写: カンディダート・ナウーク、英語: Candidate of Sciences）または準博士（じゅんはくし、じゅんはかせ）、カンディダート学位（カンディダートがくい）は、学位の一種。ソビエト連邦、ロシア連邦および独立国家共同体（CIS）、東欧諸国における学位である。欧米諸国におけるPh.D.に相当する:п. 262。
ロシア大学において博士候補号は、講師さらには教授職を得るための必須用件である。
博士候補号は、1934年1月13日、ソビエト連邦人民委員会議の命令によって他の学位と共に創設された。
原則的には6歳から11+4+4で、25歳で手に入る計算になるが、これはドイツより1年、アメリカより2年早くもらえる計算である。